# Andrena albopicta
Andrena albopicta là một loài Hymenoptera trong họ Andrenidae. Loài này được Radoszkowski mô tả khoa học năm 1874.